# Новочудное
Новочудное (каз. Новочудное) — упразднённое село в Жаксынском районе Акмолинской области Казахстана. Входило в состав Запорожского сельского округа. Код КАТО — 115245500. Переведено в категорию иных поселений в 2011 г.

## Население
В 1999 году население села составляло 194 человека (88 мужчин и 106 женщин). По данным переписи 2009 года, в селе проживали 63 человека (32 мужчины и 31 женщина).